# 山本工業
株式会社山本工業は、かつて存在した自動車部品製造会社。山口県下関市に本社を置いていた。

## 概要
1914年（大正3年）に清涼飲料の製造販売を目的として創業し、1954年（昭和29年）に有限会社山本飲料として法人化。1970年（昭和45年）にシマノ山口の協力工場となって以降、自転車部品の組立加工を開始し、1972年（昭和47年）に有限会社山本工業に社名を変更。1988年（昭和63年）より釣具製造や自動車部品の製造も始め、2004年（平成16年）に株式会社に改組した。
日産自動車やマツダ向けワイヤーハーネスなどの自動車向け電装部品の製造が中心で、1990年（平成2年）に中国・青島に釣具工場の設置、釣具店の経営など業務を拡大し、2008年（平成20年）3月期には約58億円の売上高があった。しかし、リーマン・ショックや東日本大震災以降業績が落ち込み、2012年の反日デモで青島の工場が焼き打ち被害に遭い備品を盗難されるなどして生産が停止したことも響き、2013年1月31日に破産した。負債総額は34億円で、従業員90名は全員解雇された。